# Гавриловка 2-я
Гаври́ловка Втора́я — село в Тамбовской области, административный центр Гавриловского района и Гавриловского 2-го сельсовета.
Расположено в 120 км к северо-востоку от Тамбова на реке Ира, притоке Вороны, в 30 км к северу от железнодорожной станции Кирсанов Юго-Восточной железной дороги на линии Тамбов — Ртищево.

## Население
| 1959 | 1989  | 2002  | 2010  |
| ---- | ----- | ----- | ----- |
| 1884 | ↗2401 | ↗2780 | ↘2666 |

## История
Основано в XIX веке. Впервые упоминается в 1858 году.

## Достопримечательности
Район в основном известен тем фактом, что на его территории, в небольшом селе под названием Осино-Гай в 1923 году родилась известнейшая партизанка, получившая звание Героя Советского Союза, Зоя Космодемьянская.
Церковь Покрова Богородицы, причисленная к памятникам архитектуры двадцатого века.
На территории Церкви находится памятник Героям Великой Отечественной войны.